# Casa Bofill (Figueres)
La Casa Bofill és un edifici del municipi de Figueres (Alt Empordà) protegit com a bé cultural d'interès local.

## Descripció
Edifici situat a prop de La Rambla de Figueres i del teatre municipal, en ple centre de la ciutat. És un edifici de planta baixa, tres pisos i altell. La planta baixa presenta un portal d'entrada emmarcat per carreus de pedra i local comercial. En el primer pis hi ha balconada correguda amb dos balcons, i en el segon i tercer pis els balcons són independents. Una motllura separa el tercer pis de l'altell. Aquest presenta dues petites obertures rectangulars. El coronament està format per cornisa i terrassa.